# Agência Europeia para a Segurança das Redes e da Informação
A Agência Europeia para a Segurança das Redes e da Informação (sigla: ENISA) é um organismo da União Europeia que visa ajudar a garantir um elevado nível de segurança nas redes de informação e nos respectivos dados, através da recolha de informação, da análise de riscos e de acções de sensabilização e promoção das melhores práticas. A sua sede localiza-se em Heráclion, em Creta, na Grécia.

## Publicações
- ENISA Threat Landscape for 5G Networks (novembro/2019)[1]